# Черниговская областная универсальная научная библиотека имени В. Г. Короленко
Черниговская областная универсальная научная библиотека имени В. Г. Короленко (укр. Чернігівська обласна універсальна наукова бібліотека імені В. Г. Короленка) — областная универсальная научная библиотека в городе Чернигов (Украина). Является старейшим библиотечно-библиографическим, культурно-просветительским и краеведческим центром Черниговской области. Носит имя писателя и общественного деятеля Владимира Галактионовича Короленко.

## Общая информация
Библиотека находится по адресу: Украина, г. Чернигов, пр. Мира, д. 41.
Общий фонд библиотеки насчитывает 873 473 экземпляров. Таким образом, библиотека является наибольшей в области. Особая ценность — фонд редких изданий XIX — начала XX веков, который насчитывает более 15 000 изданий этого периода.
Ежегодно обслуживается около 35 тыс. посетителей. К их услугам один общий и пять специализированных читальных зала, 2 интернет-центра с доступом к Wi-Fi. На территории библиотеки действуют около 30 различных клубов, постоянно проводятся литературные вечера, выставки, презентации и конференции.
Директор заведения (с 2010) — Алиференко Инна Михайловна.

## История
Черниговская общественная библиотека была открыта 15 (28) марта 1877 года на основании Устава, утвержденного Министром внутренних дел 9 февраля того же года. Среди основателей библиотеки — представители украинской интеллигенции: А. Тищинський, София и Александр Русовы, П. Червинский, А. Борсук, О. Карпинский, М. Константинович, К. Милорадович, В. Варзар, И. Рашевский и другие. К деятельности библиотеки в начальный период существования причастны также Илья Шраг, Пётр Ефименко, Михаил Коцюбинский, Борис Гринченко, Николай Вороной и Григорий Коваленко.
Первоначальной формой существования библиотеки была «газетная читальня». Уже через год, 18 февраля 1878, решением учредителей при читальне открыто и библиотеку. Основу книжного фонда библиотеки составили книги самих основателей. Пожертвования на содержание учреждения и приобретение новых книг поступали от членов правления, различных культурных заведений, со временем — от платы за пользование книгами. В конце первого года работы фонд библиотеки составлял 564 экземпляра.
В течение первых 8 лет библиотека не имела собственного помещения. Отдельный дом по улице Преображенской под давлением общественности городская управа выделила только в 1895 году. Оживлению работы библиотеки способствовало включение в состав её правления М. Коцюбинского, Н. Вороного и других писателей. Большую помощь оказывала черниговская «Громада» и общество «Просвита». В библиотеке устраивали народные чтения, публичные лекции, концерты. Вокруг заведения объединилась наиболее прогрессивно настроенная интеллигенция. Появление такого либерального культурного очага вызвало недовольство властей, и в 1909 году библиотека была закрыта. Но уже в следующем году библиотека открылась как городская, принадлежащая городскому самоуправлению.
После Октябрьской революции 1917 года вместе с ликвидацией городского самоуправления и передачей всех образовательных учреждений Наркомпросу 12 января 1919 года функционирование библиотеки было временно приостановлено. Решением губернского отдела народного образования о централизации библиотечного дела в июле 1919 городскую общественную библиотеку реорганизовано в центральную примерную губернскую библиотеку.
В 1920 году библиотека начала работу в новом помещении по улице Советской, 31. Но в следующем году в результате пожара погибло значительная часть имущества и ценной литературы, поэтому регулярно библиотека начала работать с 1922 году. Тогда же ей было присвоено имя российско-украинского писателя В. Г. Короленко. Государственной областной библиотека стала в 1934 году.
24 августа 1941 года во время бомбардировки города немецкой авиацией библиотека была разрушена — весь её 216-тысячный фонд и имущество полностью погибли. В период оккупации 1941—1943 годов библиотека работала как городская, сосредоточив в своих фондах 148 тысяч томов из разных книгохранилищ города. Во время освободительных боёв за Чернигов и этот фонд был уничтожен.

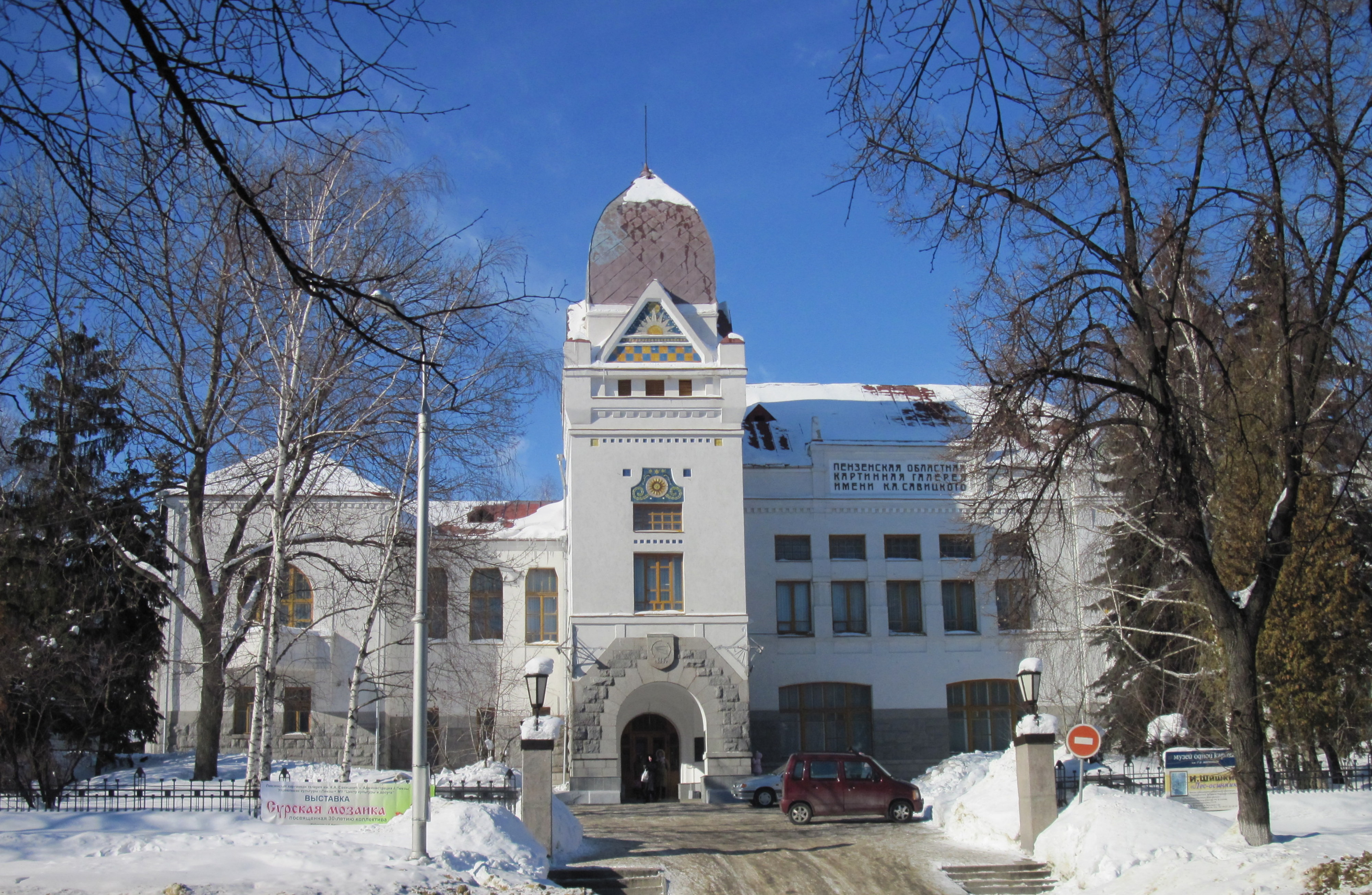
Пензенская областная картинная галерея

Советская власть возобновила работу заведения уже 1 декабря 1943 года. После Второй мировой войны библиотека быстро восстановилась, постоянно увеличивала свои фонды и налаживала культурно-просветительскую деятельность. Сначала она находилась в помещениях на улице Попудренка, 60 и в Елецком монастыре, а с 1974 года разместилась в здании по улице Ленина, 41 (сейчас проспект Мира), где находиться и по сей день. Нынешнее помещение библиотеки — памятник архитектуры начала XX века, построенный в 1910—1913 годах по проекту Александра фон Гогена здание дворянского и крестьянского поземельного банка, образец украинского архитектурного модерна. Здание библиотеки является копией здания Пензенской областной картинной галереи.
В 1977 году по случаю своего 100-летия библиотека была награждена Почётной Грамотой Верховного Совета УССР.
Утром 30 июня 2018 года фонды библиотеки, находящиеся в подвальных помещениях, затопило после мощного ливня. Уровень воды составил 1,65 м. Пострадали подшивки около 3 тысяч местных периодических изданий, которые библиотека собирала с 1945 года, а также около 26 тысяч художественных изданий.
Ночью 30 марта 2022 года во время осады Чернигова здание библиотеки было повреждено в результате обстрела российскими войсками. В здании выбиты окна, разрушена крыша, повреждены стены.

## Структура
Черниговская областная универсальная научная библиотека имени В. Г. Короленко состоит из следующих отделов:
Первый этаж
- сектор регистрации читателей, контроля и справок;
- отдел хранения основного фонда;
- отдел городского абонемента;
- отдел документов естественного и сельскохозяйственного содержания;
- сектор документов на иностранных языках;
- отдел краеведения;

Второй этаж
- зал каталогов;
- отдел документов по общественным и гуманитарным наукам;
- отдел документов по экономическим и технических наук;
- директор;
- информационно-библиографический отдел;

- сектор информации;

- отдел искусства;
- отдел автоматизации библиотечных процессов;
- Интернет-центр;
- межбиблиотечный абонемент;
- областной обменный фонд;
- отдел комплектования;
- отдел обработки документов и организации каталогов;

Третий этаж
- научно-методический отдел;